# Patrik Manzila
Patrik Manzila, född 13 januari 1980, är en svensk fotbollsspelare som 2007-2008  spelade i Väsby United dit han kom från Segeltorps IF. Säsongen 2001 gjorde han fyra allsvenska matcher för Hammarby IF. Han har också spelat för Spårvägen och Vasalund/Essinge IF.
Manzila dömdes 10 oktober 2008 till 8 månaders fängelse  för häleri av tre stulna Audi som användes i samband med ett värderån i Köpenhamn.